# Palpada incubus
Palpada incubus är en tvåvingeart som först beskrevs av Hull 1943.  Palpada incubus ingår i släktet Palpada och familjen blomflugor. Inga underarter finns listade i Catalogue of Life.